# Limiet

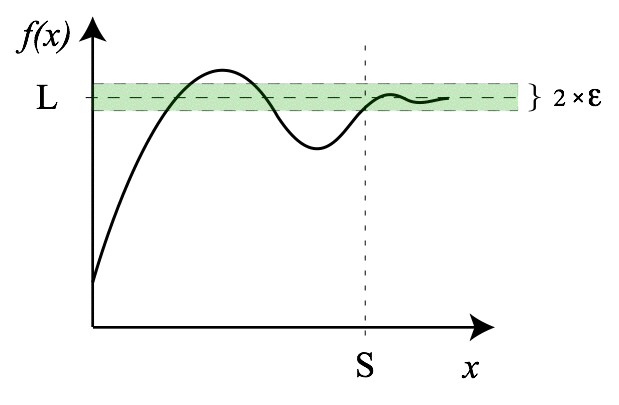
Bij deze is er het getal, zodat de functie voor waarden van groter dan in het interval ligt

Het woord limiet is afkomstig van het Latijnse limes, dat grens betekent. In de wiskunde kan het begrip limiet of grenswaarde met het volgende voorbeeld worden gedemonstreerd. De getallen uit de rij 1, 1/2, 1/4, 1/8, ... naderen steeds dichter de grenswaarde 0. Het getal 0 is dan ook de limiet van deze rij. De rij 1, −1/2, 1/4, −1/8, ... heeft ook de limiet 0, maar daarbij gaat het minder duidelijk om een grens.
Een functie kan net zoals een rij een limiet hebben. De grafiek is daar een voorbeeld van.

## Limiet van een rij getallen
Een rij getallen {\displaystyle x_{1},x_{2},x_{3},\ldots } heeft een limiet {\displaystyle L}, genoteerd als:
{\displaystyle \lim _{n\to \infty }x_{n}=L}
als de getallen van de rij willekeurig dichtbij {\displaystyle L} in de buurt komen. De definitie dat {\displaystyle L} de limiet is voor {\displaystyle n} naar oneindig van {\displaystyle x_{n}}, is dat er voor elke {\displaystyle \varepsilon >0} een getal {\displaystyle N} bestaat, zodanig dat voor alle {\displaystyle n>N} geldt dat {\displaystyle |x_{n}-L|<\varepsilon }.
Als een rij een limiet heeft, heet hij convergent, anders divergent.

## Limiet van een functie
Een functie kan in een bepaald punt een limiet hebben. We zeggen net als bij een rij dat de functie {\displaystyle f} in een ophopingspunt {\displaystyle a} van het domein de limiet {\displaystyle L} heeft, genoteerd als:
{\displaystyle \lim _{x\to a}f(x)=L}
Dat wil zeggen: de limiet van {\displaystyle f(x)}, als {\displaystyle x} nadert tot {\displaystyle a}, is gelijk aan {\displaystyle L},
als de functiewaarden willekeurig dicht bij {\displaystyle L} komen voor punten die dicht bij {\displaystyle a} liggen. De exacte definitie is:
als voor elke {\displaystyle \varepsilon >0} er een {\displaystyle \delta >0} bestaat, zodanig dat voor alle {\displaystyle x} met {\displaystyle 0<|x-a|<\delta } geldt {\displaystyle |f(x)-L|<\varepsilon }.
Merk op dat de functiewaarde van {\displaystyle f} in punt {\displaystyle a} buiten de definitie is gelaten. De functie kan in het punt {\displaystyle a} zelf een waarde hebben verschillend van de limiet, of daar zelfs niet gedefinieerd zijn. Zo is bijvoorbeeld
{\displaystyle f(x)=x^{2}/x}
niet gedefinieerd voor {\displaystyle x=0}, maar
{\displaystyle \lim _{x\to 0}f(x)=0}
Er is een verband met limieten van rijen: als een functie {\displaystyle f} een limiet heeft voor {\displaystyle x\to \infty }, heeft de rij {\displaystyle x_{n}=f(n)} dezelfde limiet. Het omgekeerde geldt niet altijd, omdat het domein van de rij {\displaystyle (x_{n})} met limiet {\displaystyle L} alleen de hele getallen beslaat, terwijl de argumenten {\displaystyle x} van {\displaystyle f} tussen de hele getallen ook in het domein van {\displaystyle f} kunnen liggen en de betreffende {\displaystyle f(x)} daar veel van {\displaystyle L} kunnen verschillen.

### Continuïteit
De continuïteit van een functie kan met behulp van limieten worden gedefinieerd. De functie {\displaystyle f} is continu in een punt {\displaystyle a} van het domein {\displaystyle D} van {\displaystyle f} als {\displaystyle \lim _{x\to a}f(x)} bestaat en gelijk is aan {\displaystyle f(a)}. Een functie {\displaystyle f} heet continu als {\displaystyle f} in alle punten van {\displaystyle D} continu is.

### Linker- en rechterlimiet
In het geval van een functie op een verzameling reële getallen bestaan ook nog eenzijdige limieten en wel de rechter-, ook wel de limiet van boven, en de linkerlimiet, de limiet van onder.
De rechterlimiet wordt genoteerd als {\displaystyle \lim _{x\downarrow a}} of als {\displaystyle \lim _{x\to a^{+}}} en wordt gedefinieerd door:
{\displaystyle \lim _{x\downarrow a}f(x)=b} als voor elke {\displaystyle \varepsilon >0} er een {\displaystyle \delta >0} bestaat, zodanig dat voor alle {\displaystyle y} met {\displaystyle 0<y-a<\delta } geldt dat {\displaystyle |b-f(y)|<\varepsilon }.
De linkerlimiet {\displaystyle \lim _{x\uparrow a}} of {\displaystyle \lim _{x\to a^{-}}} wordt op dezelfde manier gedefinieerd:
{\displaystyle \lim _{x\uparrow a}f(x)=b}
als voor elke {\displaystyle \varepsilon >0} er een {\displaystyle \delta >0} bestaat, zodanig dat voor alle {\displaystyle y} met {\displaystyle 0<a-y<\delta } geldt dat {\displaystyle |b-f(y)|<\varepsilon }.
Merk op dat de limiet in een punt in het inwendige van het domein bestaat dan en slechts dan als de rechterlimiet en de linkerlimiet beide bestaan en aan elkaar gelijk zijn.

### Limieten in oneindig
In het geval van bijvoorbeeld een functie op een verzameling reële getallen kan ook de limiet voor {\displaystyle x} naar oneindig gedefinieerd worden. De functie {\displaystyle f(x)} heeft voor {\displaystyle x\to \infty } de limiet {\displaystyle L}, genoteerd als:
{\displaystyle \lim _{x\to \infty }f(x)=L},
als voor elke {\displaystyle \varepsilon >0} er een {\displaystyle N} bestaat, zodanig dat voor alle {\displaystyle y>N} geldt dat {\displaystyle |f(y)-L|<\varepsilon }.
De limiet voor {\displaystyle x} naar {\displaystyle -\infty } wordt op dezelfde manier gedefinieerd. De functie {\displaystyle f(x)} heeft voor {\displaystyle x\to -\infty } de limiet {\displaystyle L}, genoteerd als:
{\displaystyle \lim _{x\to -\infty }f(x)=L},
als voor elke {\displaystyle \varepsilon >0} er een {\displaystyle N} bestaat, zodanig dat voor alle {\displaystyle y<N} geldt dat {\displaystyle |f(y)-L|<\varepsilon }.

### Voorbeelden
- {\displaystyle \lim _{x\to 3}x^{2}=9}
- {\displaystyle \lim _{x\to \infty }{\frac {1}{x}}=0}
- {\displaystyle \lim _{x\to 0}{\frac {1}{x^{2}}}=\infty }
- {\displaystyle \lim _{x\downarrow 0}{\frac {\sqrt {x^{2}}}{x}}=1}
- {\displaystyle \lim _{x\uparrow 0}{\frac {\sqrt {x^{2}}}{x}}=-1}
- Omdat de vorige twee ongelijk zijn, bestaat {\displaystyle \lim _{x\to 0}{\frac {\sqrt {x^{2}}}{x}}} niet.
- {\displaystyle \lim _{x\to 0}{\frac {\sin x}{x}}=1} (dit kan berekend worden met de regel van L'Hôpital)

## Limiet van een rij in verschillende ruimten
De bovengenoemde definitie van de limiet van een functie, kan naar metrische ruimten worden gegeneraliseerd. Een functie {\displaystyle f} van een deelverzameling {\displaystyle D} van een metrische ruimte {\displaystyle (M_{1},d_{1})} naar een metrische ruimte {\displaystyle (M_{2},d_{2})} heeft de limiet {\displaystyle L} als {\displaystyle x} naar een ophopingspunt {\displaystyle a} van {\displaystyle D} nadert, genoteerd:
{\displaystyle \lim _{x\to a}f(x)=L},
als voor elke {\displaystyle \varepsilon >0} er een {\displaystyle \delta >0} bestaat, zodanig dat voor alle {\displaystyle x\in D} met {\displaystyle 0<d_{1}(x,a)<\delta } geldt dat {\displaystyle d_{2}(f(x),L)<\varepsilon }.
Men kan dus algemeen een rij {\displaystyle x_{1},x_{2},x_{3},\ldots } beschouwen van elementen in een metrische ruimte. Nog algemener kan het in een topologische ruimte {\displaystyle (X,{\mathcal {T}})}. De rij heet convergent als er een element {\displaystyle x} in de topologische ruimte bestaat waarvan elke willekeurig kleine omgeving een hele staart van de rij omvat. {\displaystyle x} heet een limiet van de rij {\displaystyle x_{1},x_{2},x_{3},\ldots }, als
{\displaystyle \forall U\in {\mathcal {T}}:x\in U\implies \exists n_{0}\in \mathbb {N} :\forall n>n_{0}:x_{n}\in U}
Toepassen van bovenstaande definitie met de door een metrische ruimte geïnduceerde topologie is gelijkwaardig met de volgende definitie in termen van de metriek:
{\displaystyle \forall \varepsilon >0:\exists n_{0}\in \mathbb {N} :\forall n>n_{0}:\mathrm {d} (x_{n},x)<\varepsilon }
In een metrische ruimte heeft een rij hoogstens één limiet, in een algemene topologische ruimte kan eenzelfde rij verschillende limieten hebben. In een metrische ruimte wordt de topologische structuur volledig vastgelegd door de convergente rijen: de afsluiting van een verzameling bestaat uit alle limieten van rijen uit die verzameling. In een algemene topologische ruimte is dit evenmin gegarandeerd.
Toepassen van bovenstaande definitie met de door een norm van een genormeerde vectorruimte geïnduceerde metriek is gelijkwaardig met de volgende definitie in termen van de norm:
{\displaystyle \forall \varepsilon >0:\exists n_{0}\in \mathbb {N} :\forall n>n_{0}:\|x_{n}-x\|<\varepsilon }.
Er worden in de algemene topologie filters ingevoerd om het begrip rij mee te behandelen. Een filter {\displaystyle {\mathcal {F}}} convergeert naar een punt {\displaystyle x} als alle omgevingen van {\displaystyle x} tot {\displaystyle {\mathcal {F}}} behoren. We zeggen in dat geval ook dat {\displaystyle x} een limiet is van {\displaystyle {\mathcal {F}}}. Convergentie van filters legt eenduidig de topologische structuur vast.

## Oneindig als 'limiet'
Als er in het geval van rijen reële getallen en reëelwaardige functies geen convergentie is, dus er geen eindige limiet is, kan er sprake zijn van een onbegrensde toename van de waarden in de rij of de functiewaarden. Dat houdt in dat voor elk willekeurig groot getal de rij vanaf een zeker rangnummer of de functiewaarden vanaf een zeker punt alle groter zijn dan dat getal. Men zegt dan dat de limiet {\displaystyle \infty } is. Analoog heet de limiet {\displaystyle -\infty } voor onbegrensd afnemende waarden.
Definities voor rijen:
{\displaystyle \lim _{n\to \infty }a_{n}=\infty }, als voor elke {\displaystyle N} er een {\displaystyle n} bestaat, zodanig dat voor alle {\displaystyle k>n} geldt dat {\displaystyle a_{k}>N}.
{\displaystyle \lim _{n\to \infty }a_{n}=-\infty }, als voor elke {\displaystyle N} er een {\displaystyle n} bestaat, zodanig dat voor alle {\displaystyle k>n} geldt dat {\displaystyle a_{k}<N}.
Een formulering als "de rij heeft een limiet" kan daarmee onduidelijk zijn. Duidelijker zijn "de rij heeft een eindige limiet" en "de rij heeft een al of niet eindige limiet", tenzij het expliciet gaat over rijen in een ruimte met oneindig als element, zoals {\displaystyle {\overline {\mathbb {R} }}} (zie onder).
Definities voor functiesː
{\displaystyle \lim _{x\to a}f(x)=\infty } als voor elke {\displaystyle N} er een {\displaystyle \delta >0} bestaat, zodanig dat voor alle {\displaystyle x} met {\displaystyle 0<|x-a|<\delta } geldt dat {\displaystyle f(x)>N}.
{\displaystyle \lim _{x\to a}f(x)=-\infty } als voor elke {\displaystyle N} er een {\displaystyle \delta >0} bestaat, zodanig dat voor alle {\displaystyle x} met {\displaystyle 0<|x-a|<\delta } geldt dat {\displaystyle f(x)<N}.
{\displaystyle \lim _{x\to \infty }f(x)=\infty } als voor elke {\displaystyle N} er een {\displaystyle M} bestaat, zodanig dat voor alle {\displaystyle x>M} geldt dat {\displaystyle f(x)>N}.
{\displaystyle \lim _{x\to \infty }f(x)=-\infty } als voor elke {\displaystyle N} er een {\displaystyle M} bestaat, zodanig dat voor alle {\displaystyle x>M} geldt dat {\displaystyle f(x)<N}.
{\displaystyle \lim _{x\to -\infty }f(x)=\infty } als voor elke {\displaystyle N} er een {\displaystyle M} bestaat, zodanig dat voor alle {\displaystyle x<M} geldt dat {\displaystyle f(x)>N}.
{\displaystyle \lim _{x\to -\infty }f(x)=-\infty } als voor elke {\displaystyle N} er een {\displaystyle M} bestaat, zodanig dat voor alle {\displaystyle x<M} geldt dat {\displaystyle f(x)<N}.

## Topologische ruimten met oneindig als element
Voor een rij in {\displaystyle {\overline {\mathbb {R} }}} of {\displaystyle {\widehat {\mathbb {R} }}} (zie topologische ruimten met oneindig als element) of een functie met domein {\displaystyle {\overline {\mathbb {R} }}} of {\displaystyle {\widehat {\mathbb {R} }}} en een bereik {\displaystyle {\overline {\mathbb {R} }}} of {\displaystyle {\widehat {\mathbb {R} }}} vallen een oneindige limiet en een limiet in oneindig onder de normale limietbegrippen voor de betreffende topologische ruimte(n): het zijn topologische ruimten geïnduceerd door een metriek, het limietbegrip volgt uit dat voor bijbehorende metrische ruimten, waarbij er niet een heel rijtje definities nodig is zoals hierboven.
In het bijzonder is dus de limiet van een functie {\displaystyle f} van een deelverzameling {\displaystyle D} van {\displaystyle {\overline {\mathbb {R} }}} naar {\displaystyle {\overline {\mathbb {R} }}}, voor {\displaystyle x} naar een ophopingspunt {\displaystyle a} van {\displaystyle D}, als volgt gedefinieerdː
{\displaystyle \lim _{x\to a}f(x)=L}
als voor elke {\displaystyle \varepsilon >0} er een {\displaystyle \delta >0} bestaat, zodanig dat voor alle {\displaystyle x\in D} met {\displaystyle 0<d(x,a)<\delta } geldt dat {\displaystyle d(f(x),L)<\varepsilon },
met {\displaystyle d} een willekeurige bijbehorende metriek. Hierbij kunnen {\displaystyle a} en {\displaystyle L} ook oneindig of min oneindig zijn. De limiet van een rij valt hier ook onder, met {\displaystyle D=\{1,2,3,\ldots \}} en {\displaystyle a} oneindig.
Topologisch geformuleerd:
{\displaystyle \lim _{x\to a}f(x)=L}
als er voor elke omgeving {\displaystyle M} van {\displaystyle L} een omgeving {\displaystyle A} van {\displaystyle a} bestaat, zodanig dat voor alle {\displaystyle x\in D\cap A} geldt dat {\displaystyle f(x)\in M}.
Als {\displaystyle \lim _{n\to \infty }x_{n}=L}, is de rij convergent als {\displaystyle L} element is van de beschouwde topologische ruimte, en anders divergent. In het bijzonder geldt dat als {\displaystyle \lim _{n\to \infty }x_{n}=\infty }, de rij convergent is als rij in {\displaystyle {\overline {\mathbb {R} }}} (ook als alle elementen van de rij eindig zijn), en divergent als rij in {\displaystyle \mathbb {R} }.
Op soortgelijke wijze kan aan de complexe getallen één getal oneindig worden toegevoegd, wat met een geschikte metriek de topologie van de riemann-sfeer oplevert. Daarmee worden de limiet van een functie als een complex argument naar oneindig gaat, en een limiet van een rij of functie met de waarde oneindig, gewone limieten volgens de standaarddefinitie.

## Limiet van een rij functies
Ook een rij functies {\displaystyle f_{1},f_{2},f_{3},\ldots } kan convergeren en een functie {\displaystyle f} als limiet hebben. De functionaalanalyse onderscheidt verschillende soorten convergentie. De meeste soorten convergentie kunnen worden opgevat als topologische convergenties, zoals hierboven bij "limiet van een rij in een topologische ruimte".

### Puntsgewijze convergentie
De rij functies {\displaystyle f_{1},f_{2},f_{3},\ldots } convergeert puntsgewijs naar {\displaystyle f}, als voor elke {\displaystyle x} de rij {\displaystyle f_{1}(x),f_{2}(x),f_{3}(x),\ldots } convergeert met als limiet {\displaystyle f(x)}.
{\displaystyle f(x)=(\lim _{n\to \infty }f_{n})(x)=\lim _{n\to \infty }(f_{n}(x))}

### Uniforme convergentie
De rij functies {\displaystyle f_{1},f_{2},f_{3},\ldots } convergeert uniform naar {\displaystyle f}, als voor voldoend grote indices in de staart van de functierij het grootste absolute verschil tussen de limietfunctie en een lid van de rij willekeurig klein wordt:
{\displaystyle \lim _{n\to \infty }\sup _{x}|f_{n}(x)-f(x)|=0}
Dit is de convergentie in de metrische ruimte met de supremumnorm.

### Convergentie in kwadratisch gemiddelde
De rij functies {\displaystyle f_{1},f_{2},f_{3},\ldots } convergeert in kwadratisch gemiddelde naar {\displaystyle f}, als de kwadratisch gemiddelde afwijking tussen de functies en hun limiet willekeurig klein wordt:
{\displaystyle \lim _{n\to \infty }\int |f_{n}(x)-f(x)|^{2}\ \mathrm {d} x=0}
Dit is de convergentie in de pseudometrische ruimte van de kwadratisch-gemiddelde-seminorm.

### Convergentie inLp-ruimten
De limiet in Lp-ruimten voor {\displaystyle 0<p\leq \infty } is voor {\displaystyle p\geq 1} gebaseerd op een norm (de {\displaystyle p}-de-machtswortel van de integraal van de {\displaystyle p}-de-macht) en voor {\displaystyle 0<p<1} slechts op een metriek (de integraal van de {\displaystyle p}-de-macht).

### Limiet van een rij krommen
Omdat een geparametriseerde kromme een functie is is de limiet van een rij geparametriseerde krommen een bijzonder geval van de limiet van een rij functies. Dit is onder meer aan de orde bij ruimtevullende krommen.
De lengte van een limietkromme hoeft niet de limiet van de lengtes van de krommen te zijn.